# Kir Bulyčov
Kir (Kirill) Bulyčov (rusky Кир Булычёв), případně také Bulyčev, vlastním jménem Igor Vsevolodovič Možejko (rusky И́горь Все́володович Може́йко) (18. října 1934 – 5. září 2003), byl ruský historik a spisovatel sci-fi. Nejslavnější je jeho cyklus Alenčiných dobrodružství (Приключения Алисы), oblíbené jsou také krátké povídky z prostředí fiktivního městečka Guslar.

Vedle bratrů Strugackých byl Bulyčov ve své době celosvětově jedním z nejznámějších rusky píšících autorů science fiction.

## Život a osobnost
Igor V. Možejko se narodil v Moskvě. Vystudoval Institut cizích jazyků a poté působil v Barmě. Po návratu do Ruska pracoval v Orientálním ústavu Akademie věd SSSR jako historik a odborník na jihovýchodní Asii. V roce 1981 získal titul doktora historických věd.
Jeho zálibou bylo mimo jiné sbírání historicky zajímavých přileb a vyznamenání.

## Literární dílo
Jako vědecký pracovník publikoval knihy historické i popularizační, česky vyšly například Pod pirátskou vlajkou (Naše vojsko, 1982) nebo Sny zmizelých králů (Lidové nakladatelství, 1983).

Sci-fi začal psát v roce 1965. Povídky a knihy tohoto žánru vydával pod pseudonymem Kir Bulyčov, aby je odlišil od svých profesionálních prací. Pseudonym vznikl kombinací křestního jména jeho ženy (Kira) a příjmení jeho matky (Bulyčovová).

### Dobrodružství Alenky (Alisy)
První novela z cyklu Alenčiných dobrodružství byla Děvčátko, kterému se nestane nic zlého (Девочка, с которой ничего не случится, 1965), poslední Alisa a Alicie (Алиса и Алисия, 2003). Hlavní hrdinku, jedenáctiletou Alisu Selezněvovou (Алиса Селезнёва, v pozdějších českých vydáních jako Alenka Selezněvová), žijící v Moskvě konce 21. století, v barvitě líčené, pokrokové budoucnosti, pojmenoval autor podle své dcery, kterážto sama byla pojmenována podle Alice/Alenky, hrdinky románů Lewise Carrolla Alice's Adventures in Wonderland (1865) a Through the Looking-Glass and What Alice Found There (1871).[zdroj?] Alenka je dcerou ředitele moskevské kosmozoologické zahrady a díky svému otci zažívá rozmanitá dobrodružství, například pomáhá při sběru exotických kosmických zvířat či bojuje s kosmickými piráty.

V češtině vycházely příběhy nejprve ve zkrácené verzi na pokračování v časopise Ohníček, konkrétně Alenčina putování v ročníku XXX (1979/80) a Za sto let v ročníku XXXI (1980/1). V časopise Ohníček měla hlavní představitelka ponechánu ruskou formu jména – Alisa. První česká vydání v Ohníčku i v Nakladatelství dětské knihy doprovodil ilustracemi Jaroslav Malák.
Knižně vyšly:
1. Alenka z planety Země (Svoboda, 1985) – Девочка с Земли (1974)
  - Děvčátko, kterému se nestane nic zlého (Девочка, с которой ничего не случится, 1965)
  - Alenčina putování (Путешествие Алисы, 1974) – Tři kapitáni (Три капитана)
2. Alenčiny narozeniny (Svoboda, 1987)
  - Alenčiny narozeniny (День рождения Алисы, 1974)
  - Za sto let (Сто лет тому вперед, 1978)
3. Milión Alenčiných dobrodružství (Svoboda, 1989) – Миллион приключений (1982)

### Ostatní fantastika
Kromě příběhů o Alence psal Bulyčov i samostatné povídky a novely. Vytvořil mimo jiné hrdiny Slávu Pavlyše, kosmického lékaře, nebo Koru Orvat, agentku Intergalaktické policie. Některé povídky byly česky publikovány v časopise Ikarie. Knižně vyšly například tituly Agent kosmické flotily (Lidové nakladatelství, 1989) nebo volně navazující dvojice novel Slyšel jsem Zemi (Lidové nakladatelství, 1984) a Země je příliš daleko (Lidové nakladatelství, 1988).

Samostatnou kategorii tvoří povídky zasazené do prostředí městečka Guslaru, svým dějem zpravidla komické až groteskní. Česky vyšly některé z povídek samostatně (Marťanský elixír, Lidové nakladatelství, 1983) i ve formě ucelených sbírek (Mimozemšťané v Guslaru, Lidové nakladatelství, 1985; Vynálezci z Guslaru, Triton, 2002 a Mimozemšťané v Guslaru, Triton, 2002).

## Film a TV
- Tajemství třetí planety (Тайна третьей планеты, 1981) – animovaný film na motivy Alenčina putování
- Hosté z budoucnosti (Гостья из будущего, 1985) – TV seriál na motivy Za sto let[8]
- Lilovyj Šar (Лиловый Шар, 1987)
- Záhada tří kapitánů (český třídílný TV film, 1990)[9]
- Alenčiny narozeniny (Де́нь рожде́ния Али́сы, 2009)
- Alisa znajet, čto dělať! (Алиса знает, что делать!,[10] seriál, od roku 2013, česky od roku 2016)

Seriál Hosté z budoucnosti je v Rusku populární a každý rok ho vysílá TV. Závěrečná píseň Překrásné daleko (Прекрасное далеко) byla v roce 2009 v remixované podobě podkresem pod vládní propagační kampaň Rok mládeže (Год молодежи).[zdroj?]